# Garrulaxe de Treacher
Pterorhinus treacheri
Espèce
Synonymes
- Garrulax treacheri (Sharpe, 1879)[1]
- Ianthocincla treacheri Sharpe, 1879[1]
- Rhinocichla treacheri (Sharpe, 1879)[1]

Statut de conservation UICN

 LC  : Préoccupation mineure
Le Garrulaxe de Treacher (Pterorhinus treacheri) est une espèce d'oiseaux de la famille des Leiothrichidae. Cet oiseau est endémique de Bornéo.
Décrit comme une espèce distincte par l'ornithologue britannique Richard Bowdler Sharpe en 1879, il a ensuite été considéré comme une sous-espèce du Garrulaxe mitré jusqu'en 2007, date à laquelle il a été à nouveau élevé au rang d'espèce par les ornithologues Nigel Collar et Craig Robson.
Il mesure 22 à 24 cm (8,7 à 9,4 pouces) de long, a la tête et le menton brun châtain, avec un plumage gris sur le dessus de la tête. Le dessus et les côtés du cou sont gris ardoise, avec une longue tache alaire blanche. La gorge, la poitrine et le haut du ventre sont brun jaunâtre terne, avec des flancs gris plus pur et un cloaque, le bas du ventre et les cuisses brun rougeâtre. Il présente un demi- anneau oculaire jaune derrière et sous l'œil, tandis que la queue a une extrémité noirâtre. Les deux sexes se ressemblent, les juvéniles étant plus ternes que les adultes.
La reproduction a lieu de février à avril et en octobre. L'espèce construit des nids en coupe et pond deux œufs bleu vif à bleu-vert. Elle est classée comme espèce de préoccupation mineure par l'Union internationale pour la conservation de la nature (UICN) en raison de sa très vaste aire de répartition, de sa population relativement nombreuse et de l'absence de déclin démographique significatif. Cependant, ses effectifs sont en baisse et elle est menacée par la destruction et la fragmentation de son habitat.

## Systématique
L'espèce Pterorhinus treacheri a été décrite pour la première fois en 1879 par l'ornithologue britannique Richard Bowdler Sharpe (1847-1909) sous le protonyme Ianthocincla treacheri,.

## Description

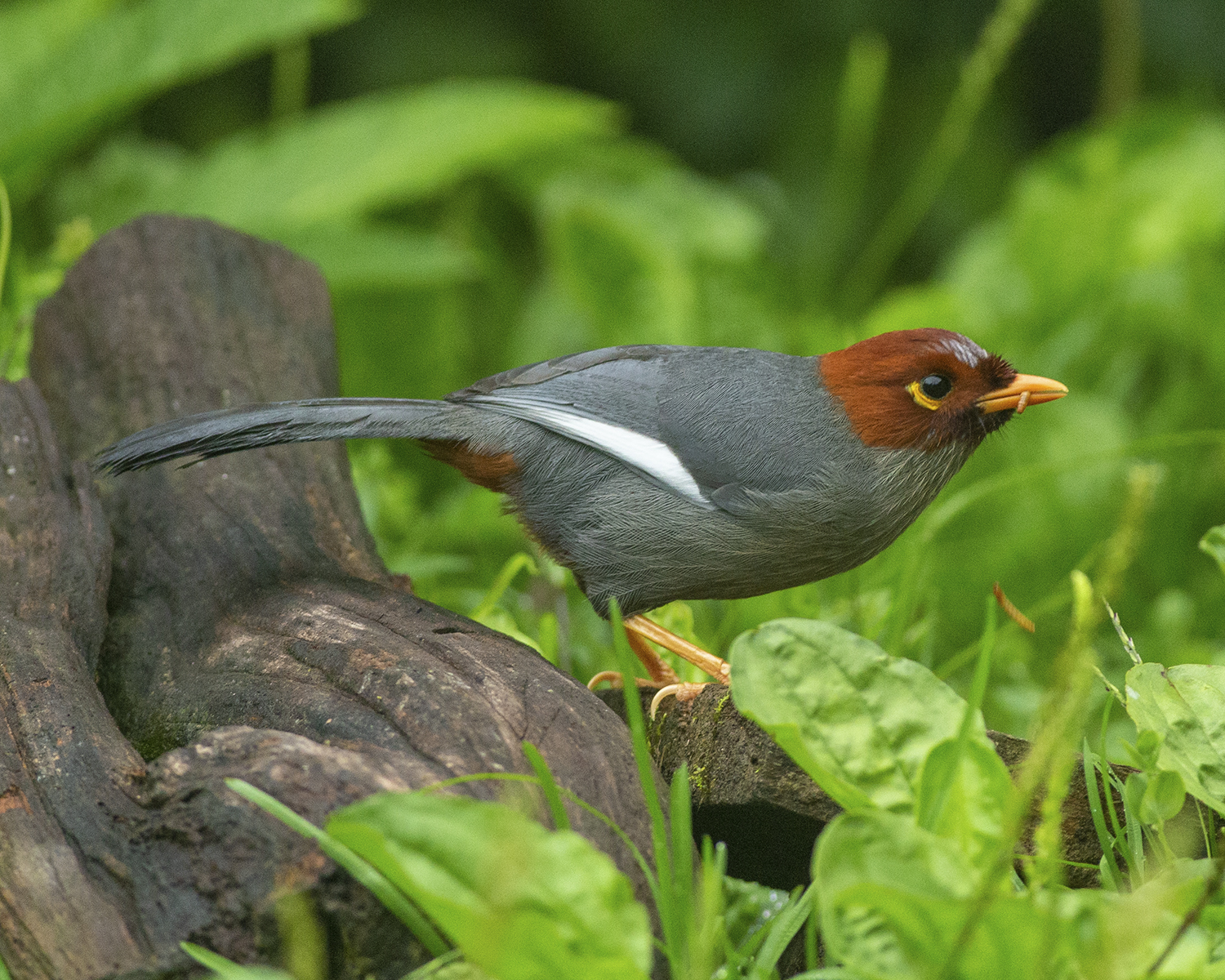
Un Garrulaxe de Treacher à la recherche d'insectes.

Le Garrulaxe de Treacher mesure 22 à 24 cm (8,7 à 9,4 po) de long, et les deux sexes se ressemblent. Chez la sous-espèce nominale, le menton, les lores (zone entre les yeux et les narines), le sourcil (ligne au-dessus de l'œil), les plumes autour des narines et la base du bec sont brun châtain. Le front, le devant de la calotte (sommet de la tête) et la zone allant des yeux au menton sont plus foncés, avec quelques plumes blanc grisâtre sur la calotte. La gorge, la poitrine et le haut du ventre sont brun jaunâtre terne, teintés de gris et striés de brun jaunâtre terne. Les flancs sont d'un gris plus pur, tandis que le bas-ventre, les cuisses et le cloaque sont brun rougeâtre. Le côté du cou et le dessus des plumes sont gris ardoisé légèrement teinté de brun jaunâtre, avec une longue tache blanche sur les rémiges primaires. La queue est d'un gris plus foncé et son extrémité est noirâtre. L'iris est rouge à brun rougeâtre, avec un demi-cercle oculaire jaune derrière et sous l'œil. Le bec est orange terne à brun jaunâtre, tandis que les pattes sont jaunâtres.
Les juvéniles sont plus ternes que les adultes. P. t. damnatus a une poitrine plus terne et moins striée, tandis que P. t. griswoldi a un châtain plus intense sur le cloaque. L'espèce se distingue du Garrulaxe mitré par le plumage des narines, son anneau oculaire jaune (au lieu de blanc) présent uniquement derrière et sous l'œil, son menton châtain, ses parties supérieures plus grises, ses parties inférieures plus claires et ses plumes plus grises sur la calotte.La sous-espèce non décrite de l'ouest et du sud-est de Bornéo diffère des trois sous-espèces connues par la couleur de ses parties inférieures (chamois-pêche au lieu de gris-chamois), la présence de marques blanches sous l'œil et l'absence de stries sur la poitrine.

### Vocalisations
Le chant du Garrulaxe de Treacher est un « chu-wu » flûté et aigu, « chwi-wi-wi-wi-wiee-wiu-wu », avec des notes initiales plutôt claquantes, ou un « wiu-wu-wu-wi-wi-wee-wu » montant et descendant. Il produit également une série régulière de jusqu'à 12 « wi », un « wu-tuwu-tuwu » ou un « ri’-ri’-ri », tous ponctués d'un « to-we-oh to-we-oh ». Son cri est un chuchotement rauque, tandis que son appel de contact est un « ah-ah-ah-ah » doux et descendant, ces dernières notes étant également émises individuellement.

## Répartition et habitat

Répartition sur Bornéo

Cet oiseau endémique de Bornéo habite les forêts de montagne et de colline, les lisières de forêt, la végétation perturbée et les zones cultivées des montagnes du centre-nord et du sud-est de Bornéo. On la trouve principalement entre 600 et 2 800 m d'altitude, mais on peut la trouver jusqu'à 200 m et jusqu'à 3 350 m. 

## Comportement et écologie
Le Garrulaxe de tracher se nourrit en petits groupes de 4 à 5 oiseaux, rejoignant fréquemment des groupes d'espèces mixtes, notamment l'Échenilleur de la Sonde, le Garrulaxe mantelé, l'Eurylaime de Whitehead et le Trogon de Whitehead. Ces groupes peuvent inclure des Musaraignes arboricoles Tupaia et des Écureuils Dremomys au sol, et des Écureuils Sundasciurus dans la canopée.

### Alimentation
Le Garrulaxe de tracher est omnivore. Il se nourrit d'arthropodes tels que les sauterelles, les fourmis, les grillons, les perce-oreilles, les papillons de nuit, les chenilles, les cicadelles, les larves d'insectes, les mouches, les petits coléoptères noirs et les petits mille-pattes. Il consomme également les fruits de Glochidion, Macaranga, Trema cannabina, Embelia ribes, Sambucus et des Melastomataceae comme Medinilla, ainsi que les fleurs de Passiflora edulis (une espèce invasive) et les fruits et fleurs de Rhodamnia.
L'espèce se nourrit en sautant sur les branches inclinées à la manière d'un pic, sans utiliser sa queue comme support, et en capturant les insectes à la surface. Il s'accroche parfois à des surfaces verticales comme les troncs de fougères arborescentes. Il peut également se nourrir sur le sol forestier et les pelouses, comme une grive du genre Turdus, la queue relevée. Il a été observé qu'il se nourrissait de fourmis volantes incapables de voler et d'insectes heurtés par des véhicules. La recherche de nourriture s'effectue principalement à quelques mètres du sol, mais l'espèce se nourrit également parfois dans la canopée.

### Reproduction

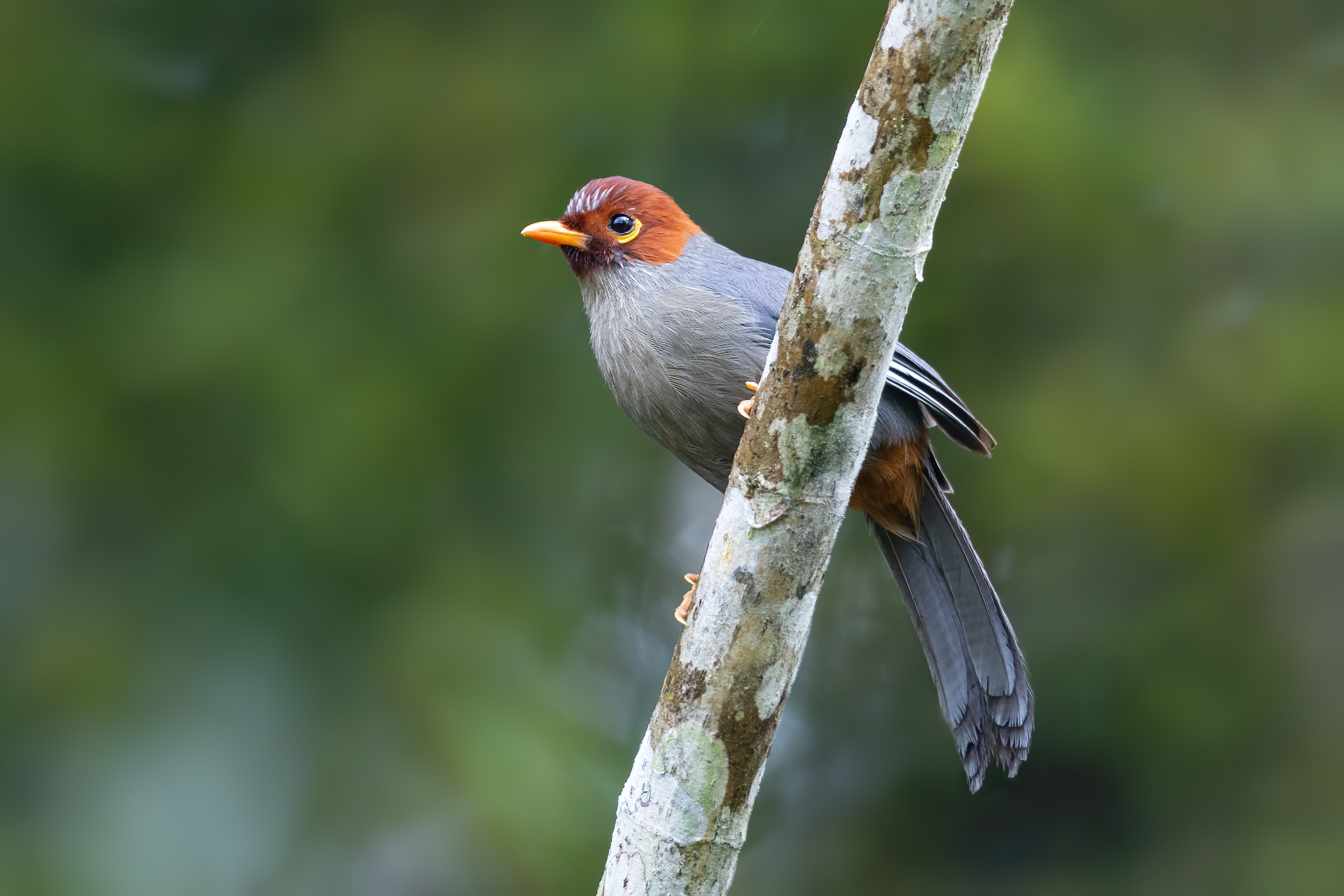

La reproduction de l'espèce a été observée de février à avril et en octobre. Le nid, en forme de coupe, est un amas lâche de tiges d'herbe, de vrilles, de feuilles mortes et de racines, recouvert d'une couche extérieure de squelettes de feuilles, de feuilles de fougère et de plumes, sans revêtement intérieur. Il est placé à une hauteur d'environ 2 à 9 m (6,6 à 29,5 pi) dans un massif de plantes grimpantes ou de fougères suspendu à un petit arbre. Les couvées produisent deux œufs brillants, bleu vif à bleu-vert.

## Liste des sous-espèces
Selon la classification de référence du Congrès ornithologique international (version 12.1, 2022) :
- sous-espèce Pterorhinus treacheri treacheri (Sharpe, 1879)
- sous-espèce Pterorhinus treacheri damnatus (Harrisson & Hartley, 1934)
- sous-espèce Pterorhinus treacheri griswoldi (Peters, JL, 1940)

## Étymologie
Son épithète spécifique, treacheri, ainsi que son nom vernaculaire (« de Treacher ») lui ont été donnés en l'honneur de l'administrateur colonial William Hood Treacher (d) (1849-1919), en poste à la Colonie de la Couronne de Labuan, et qui a fourni les quatre spécimens étudiés par l'auteur.

## Publication originale
- (en) R. Bowdler Sharpe, « On Collections of Birds from Kina Balu Mountain, in North-western Borneo », Proceedings of the Zoological Society of London, Londres, ZSL, vol. 47, no 1,‎ 1879, p. 245–249 (ISSN 0370-2774, OCLC 1779524, BNF 32843178, DOI 10.1111/J.1096-3642.1879.TB02653.X, lire en ligne).